# チャ方言

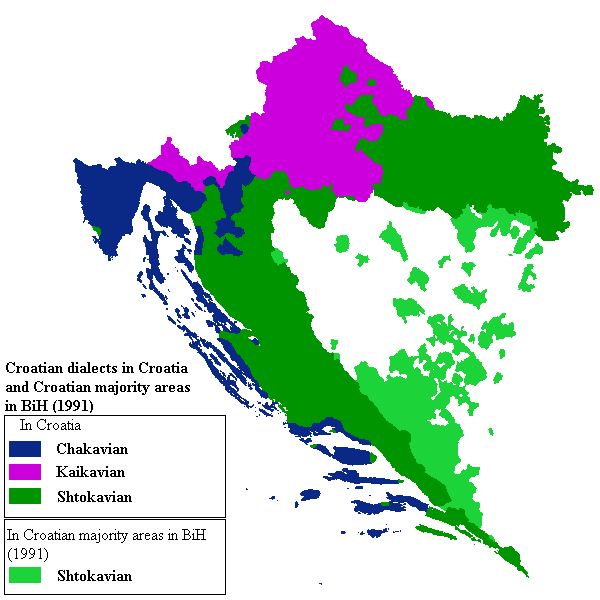
クロアチア語各方言の分布
チャ方言
シュト方言
カイ方言

チャ方言（クロアチア語:čakavski）は、クロアチア語の3つの主要な方言の1つ。名前は日本語の「なに？」に当たる言葉はča、ćaまたはcaであることに由来する。主にクロアチアの西部の地域で話される。クロアチア語の標準語（セルボ・クロアチア語の新シュト方言に基づく）との相互理解可能性はあまり高くない。また、チャ方言内部での方言差も大きく、北部方言と南部方言はあまり通じない。